# Бакка Олексій Вікторович
Олексі́й Ві́кторович Ба́кка (9 вересня 1974 — 29 серпня 2014) — солдат резерву Міністерства внутрішніх справ України, доброволець батальйону «Донбас». Псевдо «Детройт», учасник російсько-української війни.

## Життєвий шлях
Народився 1974 року в місті Майкоп (РРФСР). Після переїзду з батьками до України проживав в Обухові, закінчив ЗОШ № 3, Київський технікум електронних приладів за спеціальність радіоприладобудування. Працював у різних галузях народного господарства, останнім часом — приватним підприємцем.
Активний учасник подій Революції Гідності. В часі війни — стрілець взводу снайперів 2-го батальйону спеціального призначення НГУ «Донбас», псевдо «Детройт», один з перших добровольців. Вступив до лав батальйону 16 червня 2014.
29 серпня 2014-го при відході із Іловайська російсько-терористичні війська почали розстріл українських сил в «зеленому коридорі». Солдат резерву батальйону «Донбас» Гордій Кіктенко піднявся на повний зріст з кулеметом у руках, та почав стріляти в бік окупантів. Поранення були несумісні з життям — із великокаліберних кулеметів. «Газель» автоколони батальйону «Донбас» по дорозі з села Многопілля до Червоносільського зазнала прямого влучання протитанкової ракети. Померли вояки Сергій Джевага, Олексій Затилюк, Олексій Бакка, Дмитро Тимошенков. В «УАЗі» № 459 загинув солдат Дмитро Кабалюк, тоді ж — старший лейтенант Леонід Петихачний. Олексій Бакка зазнав смертельного поранення у груди й випав з машини.
3 вересня тіло «Детройта» з тілами 96 інших полеглих привезено до дніпропетровського моргу. 16 жовтня 2014-го тимчасово похований на Краснопільському цвинтарі Дніпропетровська як невпізнаний Герой.
Упізнаний за тестами ДНК 19 лютого 2015-го, перепохований 28 лютого в Обухові.
Без Олексія лишилися дружина Ольга Олександрівна, троє дітей.

## Нагороди та вшанування
За особисту мужність і високий професіоналізм, виявлені у захисті державного суверенітету та територіальної цілісності України, вірність військовій присязі, відзначений — нагороджений
- орденом «За мужність» III ступеня (посмертно)[6]
- 23 серпня 2016 року в Обухові відбулося урочисте відкриття меморіальних дошок на честь вшанування пам'яті Олексія Бакки, Олександра Рачинського, Олега Тимка, Володимира Сергєєва.[7]
- Медаль БСП Донбас «За відвагу» (посмертно)
- Іловайський Хрест (посмертно)
- Відзнака «За оборону рідної держави» (посмертно)
- Почесний громадянин Обухова (2015; посмертно)[8]
- Його портрет розміщений на меморіалі «Стіна пам'яті полеглих за Україну» у Києві: секція 3, ряд 7, місце 17
- Вшановується 29 серпня на щоденному ранковому церемоніалі вшанування українських захисників, які загинули цього дня у різні роки внаслідок російської збройної агресії[9]